# Dala-Demokraten

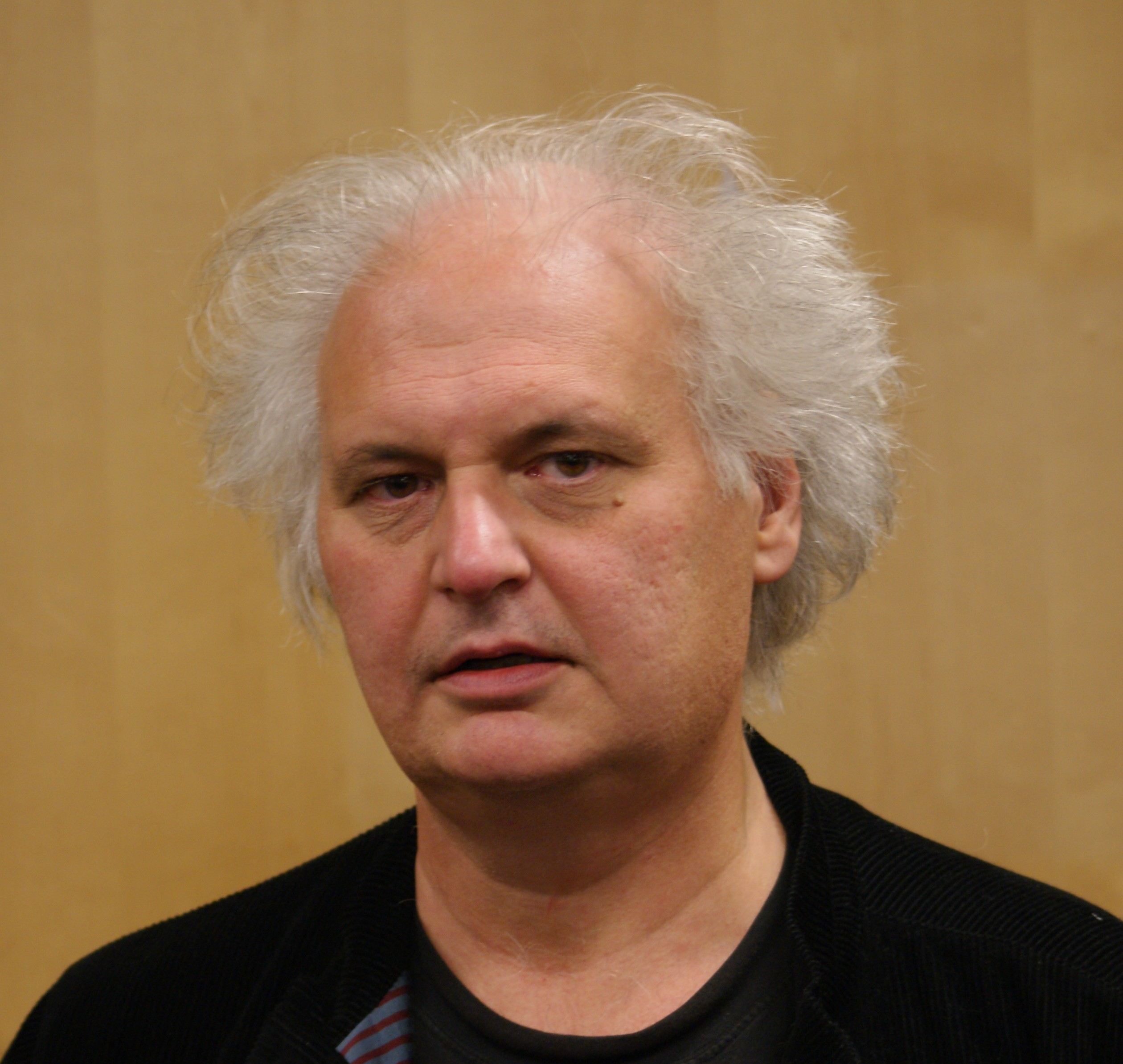
Chefredakteur Göran Greider

Der Dala-Demokraten ist eine schwedische, sozialdemokratische Tageszeitung mit einer Auflage von 14.800 Exemplaren (2012).
Der Sitz der Redaktion befindet sich in Falun mit Lokalredaktionen in ganz Dalarna: Borlänge, Avesta, Hedemora, Säter, Ludvika, Smedjebacken, Vansbro, Gagnef, Leksand, Rättvik und Mora. Die Zeitung hat etwa 100 Angestellte.
Herausgeber ist Lennart Håkansson und Chefredakteur Göran Greider. Greider ist in Schweden auch als Autor und Dichter bekannt – die Chefredaktion hat er 1999 übernommen. Redaktionell gibt es eine Zusammenarbeit mit der Gewerkschaft Svenska elektrikerförbundet.